# Psalm 69: The Way to Succeed and the Way to Suck Eggs
ΚΕΦΑΛΗΞΘ (с греч. — «Глава 69»), более известный как Psalm 69: The Way to Succeed and the Way to Suck Eggs (сокращённо Psalm 69; с англ. — «Псалом 69: Путь к преуспеянию и Путь к сосанию») — пятый студийный альбом американской рок-группы Ministry, выпущенный в июле 1992 года на лейблах Sire и Warner Bros. Records. Альбом был записан в течение пятнадцати месяцев с марта 1991 по май 1992 года в Чикаго и Лейк-Дженива; продюсерами записи выступили официальные участники группы — фронтмен Эл Йоргенсен и басист Пол Баркер. Psalm 69 — первый студийный альбом Ministry, в записи которого принял участие гитарист Майк Скачча, примкнувший к команде Йоргенсена на турне в поддержку её предыдущих записей — The Mind Is a Terrible Thing to Taste Ministry и Beers, Steers, and Queers Revolting Cocks. Альбом, первоначальный запланированный под названием The Tapes of Wrath (с англ. — «Плёнки гнева»), состоялся позже запланированного срока из-за трудностей во время записи, а позднее из-за конфликтов по вопросу использования семплов.

## Об альбоме
Фактическое название альбома — ΚΕΦΑΛΗΞΘ (греческое слово ΚΕΦΑΛΗ — «голова» и ΞΘ — число 69 в греческой нумерации), хотя Psalm 69 используется для простоты. Альбом привёл группу к более широкой аудитории, а видеоклип на песню «Jesus Built My Hotrod» получил активную ротацию на MTV и других музыкальных каналах.
На 35-й церемонии «Грэмми» «N.W.O.» была номинирована в категории «Лучшее метал-исполнение».
Название альбома напрямую связана с главой 69 из «Книги лжи», письменной работы Алистера Кроули, где он использует выражение «The way to succeed and the way to suck eggs» («путь к успеху и путь, чтобы сосать яйца»), как каламбур для позиции 69 «suck seed» and «suck eggs» («сосать семя» и «сосать яйца»).
Диск занял 27-е место в американском чарте Billboard 200.

## Значение
В марте 2023 года группа авторов американского издания Rolling Stone включила песню «Just One Fix» данного альбома в список «100 величайших хеви-метал песен всех времён». В этом рейтинге она заняла 49-ю позицию, заметку о ней составил Роб Шеффилд.

## Список композиций
| №  | Название                | Авторы                                            | Длительность |
| -- | ----------------------- | ------------------------------------------------- | ------------ |
| 1. | «N.W.O.»                | Эл Йоргенсен Пол Баркер                           | 5:31         |
| 2. | «Just One Fix»          | Йоргенсен Баркер Билл Рифлин Майкл Бэлч           | 5:11         |
| 3. | «TV II»                 | Йоргенсен Баркер Майк Скачча Рифлин Крис Коннелли | 3:04         |
| 4. | «Hero»                  | Йоргенсен Баркер Рифлин                           | 4:13         |
| 5. | «Jesus Built My Hotrod» | Йоргенсен Баркер Бэлч Рифлин Гибби Хейнс          | 4:51         |
| 6. | «Scare Crow»            | Йоргенсен Баркер Скачча Рифлин Бэлч               | 8:21         |
| 7. | «Psalm 69»              | Йоргенсен Баркер                                  | 5:29         |
| 8. | «Corrosion»             | Йоргенсен Баркер                                  | 4:56         |
| 9. | «Grace»                 | Йоргенсен Баркер Бено                             | 3:05         |

## Участники записи
Ministry
- Эл Йоргенсен — вокал (треки 1-4, 6, 7), гитара, клавишные, продюсер;
- Пол Баркер[англ.] — бас-гитара, программирование, вокал, продюсер.

Дополнительные музыканты и персонал
- Уильям Рифлин — ударные (треки 1-7);
- Майк Скачча[англ.] — гитара;
- Майкл Бэлч — клавишные, программирование;
- Хоуи Бено — программирование;
- Луи Свитек — гитара;
- Гибби Хейнс — вокал и тексты (трек 5);
- Джефф Ньюэлл — звукорежиссёр;
- Пол Мэнно — звукорежиссёр;
- Пол Элледж — дизайн.